# VC Straubing
Der VC Straubing war ein Volleyballverein im niederbayerischen Straubing. 

## Geschichte
Die Frauen des VC Straubing spielten von Mitte der 1980er bis Mitte der 1990er Jahre in der 2. Bundesliga Süd. 1988/89 und 1991/92 wurden sie hier Meister und stiegen jeweils in die 1. Bundesliga auf, wo sie drei Saisons (1989/90, 1990/91 und 1992/93) spielten. In dieser Zeit waren auch die ehemaligen Nationalspielerinnen Terry Place-Brandel, Sylvia Laug, Ae Hee Kim-Götz, Michaela Luckner und Silke Meyer in Straubing aktiv. Ab Mitte der 1990er Jahre spielten die Frauen nur noch in der Regionalliga Südost. In der Jugendarbeit war der VC Straubing weiterhin sehr erfolgreich in Bayern. Nachdem der größte Teil der Spielerinnen zum Lokalrivalen FTSV Straubing gewechselt hatte, wurde der VC Straubing 2001 aufgelöst.